# Врочинский, Александр Александрович
Александр Александрович Врочинский  (1872, Орловская губерния — 19 июля 1906, Кронштадт) — командир Кронштадтской минной роты.

## Биография
Происходил из дворян Орловской губернии. Родился в 1872 году. Воспитанник Орловского кадетского корпуса, по окончании Александровского военного училища начал службу в 3-м сапёрном батальоне. Окончив затем курс в военной электротехнической школе, с 1904 года состоял старшим офицером в Кронштадтской минной роте.
Летом 1906 года Кронштадтская крепостная минная рота стояла в лагере в деревянных бараках, в расстоянии не более полуверсты от зимних казарм, расположенных на косе острова Котлина, в двух верстах от Кронштадта. Капитан Врочинский продолжал жить на зимних квартирах близ казарм. Остальные офицеры находились в лагерных бараках.
Внезапно в 11 часов вечера 19 июля вспыхнуло восстание. Около 12 часов ночи вестовой доложил полковнику Александрову о случившемся. Захватив с собой револьер, он вышел на кухню. При виде его мятежники потребовали, что бы он сдался, но он отказался. После чего в полковника начали стрелять из винтовок, и он упал. Ворвавшись на кухню, мятежники добили его.
После чего они отправились в соседнюю квартиру капитана Врочинского. Застав его в кабинете, мятежники закололи его на глазах у матери.

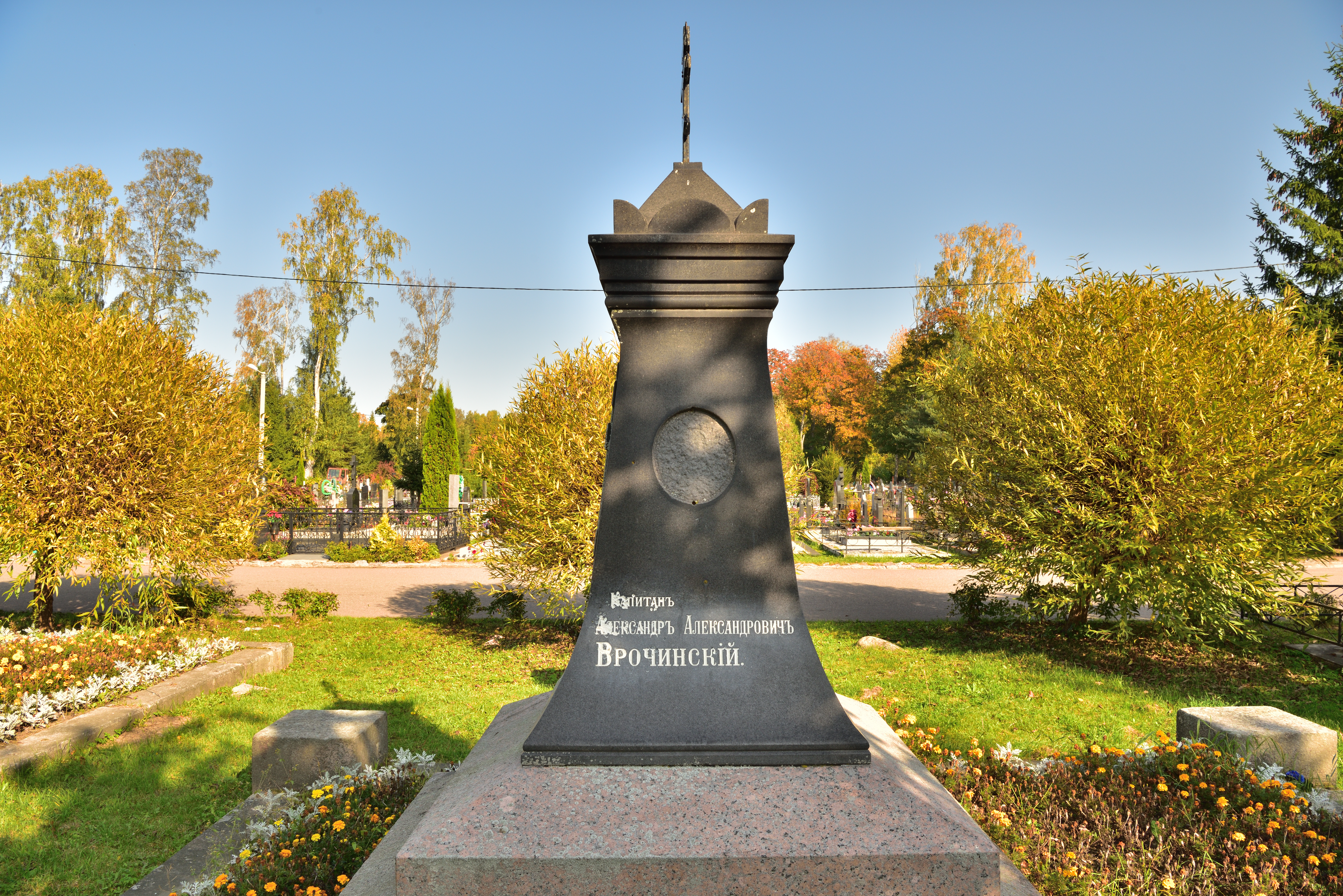
Могила полковника Н. А. Александрова и капитана А. А. Врочинского на городском русском кладбище в Кронштадте.